# Atemoya
La atemoya, Annona x atemoya o Annona squamosa x A. cherimola es un híbrido de dos frutas, la anona y la chirimoya, las cuales son nativas del neotrópico. Esta fruta es popular en Taiwán, donde es conocida como la piña anona (鳳梨釋迦), por lo que se cree erróneamente que es un cruce entre la anona y la piña. EnVenezuela es llamada  chirimorinon. En Palestina y Líbano, la fruta es llamada achta. Esta es diferente del actha que es usado en muchos postres libaneses, incluyendo el helado, que en realidad es el desnatado de la leche fresca o nata.

## Descripción
La chirimoya tiene normalmente forma de corazón o es redondeada, con una piel verde pálido, rugosa y llena de bultos. Cerca del tallo, la piel es rugosa como en la anona, pero se vuelve más suave en la parte inferior, como la chirimoya. La pulpa no está segmentada como en la anona, siendo más similar a la chirimoya en esto. Es muy jugosa y suave, sabe dulce y ligeramente ácida recordando a la piña colada. El sabor también puede recordar a la vainilla, por su parte de anona. Muchas semillas tóxicas y negras se encuentran en toda la pulpa de la atemoya. Cuando está madura, se puede sacar la fruta de la cáscara y comerse fría.

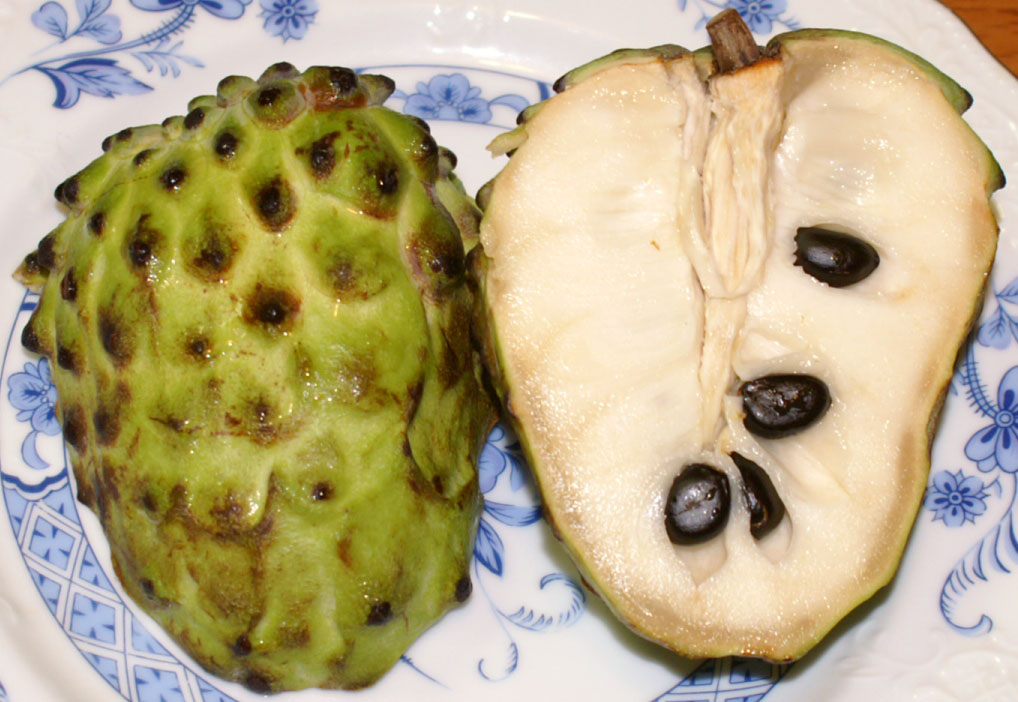
Fruta de atemoya

## Historia
El primer cruce para crear esta fruta fue hecho en 1908 por P.J. Wester, un horticultor del Laboratorio Subtropical del Departamento de Agricultura de los Estados Unidos en Miami.
Los frutos resultantes eran de una calidad superior a la de la anona y se les dio el nombre de "atemoya", una combinación de "ate", antiguo nombre mexicano de la anona, y "moya" de la palabra quechua chirimoya.
Posteriormente, en 1917, Edward Simmons en la Estación de Introducción de Plantas de Miami hizo crecer con éxito híbridos que sobrevivieron a un descenso de la temperatura de -3,1 °C (26,5 °F), mostrando la resistencia de atemoya, que proviene de uno de sus padres, la chirimoya.
Híbridos naturales se han encontrado en Venezuela y se observaron híbridos fortuitos en las plantaciones adyacentes de anona y chirimoyas en Israel durante las décadas de 1930 y 1940.
La atemoya fue introducida en Caçapava, Brasil en 1968. Los cultivares Thompson y Pink's Mammoth fueron plantados en 1983, en el Núcleo de Producción de Mudas de São Bento do Sapucaí, ubicada en la Microrregión de Campos do Jordão, para ser evaluados.
En la atemoya, como en otros Annona, la autopolinización es rara. Por tanto, la polinización artificial garantiza casi siempre frutas de calidad superior. Una variedad, Gefner, produce bien sin la ponilización manual. Bradley también produce buenos cultivos sin este tipo de polinización, pero la fruta tiene la costumbre de partirse en el árbol. Las atemoyas a veces son deformes, subdesarrolladas en un lado, como resultado de la polinización inadecuada.
La flor de la atemoya, en su etapa femenina, se abre entre las 14:00 y 16:00; en la tarde siguiente, entre las 15:00 y las 17:00 la flor pasa a su etapa masculina.

## Cultivares
- Gefner: Es el principal cultivar de la Florida.[5] Es un cultivar israelí. Es una variedad productiva. Bajo condiciones climáticas favorables, no necesita la polinización artificial. Puede tolerar el calor tropical a diferencia de chirimoya, que requiere veranos más fríos. Puede tolerar leves heladas. La atemoya Gefner tienen menos semillas que la anona. El sabor es bueno, pero no es superior al cultivar African Pride.[8]  Los frutos alcanzan los 450 gramos y son bien formados. Las frutas pueden romperse, cuando está expuesto a bajas temperaturas.[9] Los carpelos son estrechos y puntiagudos. La pulpa es blanca, jugosa y resistente, es decir, no permite el paso de una cuchara. La pulpa es más consistente y de apariencia translúcida en Gefner.[10] Al masticar, la consistencia se asemeja a un chicle. La fruta es dulce, alcanzando los 25 º Bx.[6]
- Pink's Mammoth: Fue el cultivar preferido en Australia por mucho tiempo, debido a su excelente sabor. Sin embargo, debido a la irregularidad de producción en Australia y presencia de muchos frutos con defectos asimétricos, debido a la polinización deficiente, fue siendo sustituida por el cultivar African Pride.[9] El fruto de este cultivar puede pesar hasta 1 kg. Los carpelos son salientes y separados. El fruto es dulce, alcanzando 25 ºBx; su pulpa es blanca, jugosa y tierna. Cerca de la cáscara adquiere coloración levemente crema y, al ser masticada, se tiene la sensación de contener gránulos.[6]
- African Pride: Es un cultivar originario de Sudáfrica.[4] Es el cultivar cuyo fruto presenta características más cercanas a la chirimoya.[11] En el año 1961, se introdujo en Queensland, Australia. Es un cultivar precoz y carga con regularidad frutos de calidad moderada. Puede también ser originaria del cultivar israelí, conocido como "Kaller".[12] Reemplazó el cultivar 'Mammoth', pues estaba libre de la decoloración y la amargura al lado de la piel, que existía en el cultivar Pink's Mammoth. Las frutas de este cultivar son superiores en calidad a la Page y Bradley.
- Thompson: Cultivar con características intermediarias entre la anona y la chirimoya. Los carpelos son estrechos, salientes y unidos cerca del pedúnculo. De la parte mediana para el ápice del fruto los carpelos son lisos, mayores, con contornos irregulares pero bien soldados. La pulpa es de color blanco, suculenta, y tierna, con consistencia cremosa, es decir, no ofrece resistencia al paso de una cuchara en el momento del consumo. El fruto es muy dulce, alcanzando 25 ºBx. Tiene características deseables en los diversos aspectos de la producción,[10] como buena productividad, con frutos de buena conformación, cuando la polinización es perfecta. Buen vigor de las plantas y relativamente tolerantes a las diversas enfermedades fúngicas que atacan las plantas. En la planta es común que surjan frutos con características del cultivar Pink's Mammoth, lo que deja dudas sobre el reconocimiento de este cultivar.[6] Es el cultivar más cultivado en Brasil. El cultivar Thompson es muy similar a la cultivar australiana Hillary[13]
- PR-3: Los frutos son bien redondeados, las grietas entre los carpelos tienden a quedar amarillentos, cuando el fruto está cerca de la maduración. Se presenta un elevado número de semillas para la especie. Cultivar seleccionado en Brasil. Es el cultivar cuyo fruto presenta características más cercanas a la anona.[11] Su pulpa es de textura fina, dulce, levemente ácida. El aroma es pronunciado, sin ser mareado.[14]
- Bradley: Es el cultivar cuyo fruto presenta características más cercanas a la anona. Produce frutos pequeños y de piel lisa.[11]
- QAS: Cultivar australiana seleccionada por organización Queensland Acclimatisation Society". La pulpa es de color blanco, suculenta, tierna. El fruto es bastante dulce, alcanzando 25 ºBx. Los carpelos no se desprenden, aun cuando bien maduros. Pueden producir frutos de hasta 1 kg[6]